# جسر الملكة (ملبورن)
جسر الملكة (ملبورن) (بالإنجليزية: Queens Bridge (Melbourne))‏ هو جسر طريق تاريخي فوق نهر يارا في ملبورن، فيكتوريا، أستراليا. تم بناء الجسر في عام 1889 وله خمسة عوارض من الحديد المطاوع، وهو مدرج في سجل التراث الفيكتوري. تم بناء الجسر من قبل المقاول ديفيد مونرو، واستبدل جسر المشاة الخشبي الذي تم بناؤه عام 1860.
الجسر عبارة عن قوس مسطح للغاية وله خمسة امتدادات مبنية من عوارض من الحديد المطاوع. يرتكز الجسر على أسطوانات حديدية مملوءة بالخرسانة، في مجموعات من ثمانية، يتوسطها دعامات مقوسة. يربط الجسر شارع السوق وشارع ويليام على الضفة الشمالية بشارع كوينزبريدج في الجنوب.

## شلالات يارا
يرمز جسر الملكة إلى موقع شلالات يارا، وهو شلال كان موجودًا على نهر يارا. أطلقت عشائر السكان الأصليين في يورونج وبون وورنج على الشلالات يارا يارا واستخدمتها كنقطة عبور بين أراضيهم.
في يونيو 1835 وصل جون باتمان إلى شلالات يارا واعترف بالأرض المحيطة كموقع جيد لبناء قرية. أصبح الموقع نقطة هبوط للسفن في ملبورن، لأن الشلالات منعت السفن من السفر بعيدًا عن المنبع، مما أثر على التصميم العام لمدينة ملبورن.